# Sugarplum Fairy
Gli Sugarplum Fairy sono una band indie svedese.

## Storia
Il gruppo si è formato a Borlänge, ed ha derivato il suo nome dalla canzone dei Beatles A Day in the Life. La band ha prodotto diversi demo prima di ottenere un contratto discografico nel 2004, pubblicando l'EP Stay Young, che ricevette recensioni generalmente positive. In seguito venne pubblicato il loro primo singolo, Sweet Jackie, dal loro primo album Young & Armed, che fu messo in commercio in seguito nello stesso anno.
Il gruppo andò in tour in Svezia, Giappone e Germania, e pubblicò l'album di debutto in versioni differenti per il mercato tedesco e giapponese all'inizio del 2005. Nel 2006 esce il loro secondo album First Round First Minute, mentre nel 2008 è la volta del terzo lavoro, intitolato The Wild One.
Oltre che per la sua musica, la band è famosa perché i due cantanti sono i fratelli di Gustaf Norèn, cantante dei Mando Diao.

## Formazione

### Formazione attuale
- Victor Norèn - voce,  basso, chitarra, percussioni
- Carl Norèn - voce,  chitarra, armonica a bocca, organo
- David Hebert - basso, chitarra, organo
- Jonas Karlsson - chitarra, voce
- Kristian Gidlund – batteria

## Discografia

### Album studio
- 2004 - Young & Armed
- 2006 - First Round First Minute
- 2008 - The Wild One

### EP
- 2007 – Stay Young EP

### Singoli
- 2004 – Stay Young
- 2004 – Sweet Jackie
- 2005 – Far Away from Man
- 2005 – Sail Beyond Doubt
- 2006 – She/Last Chance
- 2006 – Marigold
- 2007 – Let Me Try
- 2008 – The Escapologist
- 2008 – Never thought (I'd Say That It's Alright)